# Expedición Whitney al Mar del Sur
La Expedición Whitney al Mar del Sur, de 1920 a 1932, dirigida por Rollo Beck, Ernest H. Quayle y Charles Curtis, recogió a 40 000 de especímenes de, sobre todo, aves, pero también otra fauna y flora de unas 600 islas de los mares del Sur.
Organizada por el American Museum of Natural History, y finaciada por Harry Payne Whitney, la expedición proporcionó al museo la mayor colección ornitológica del país y Whitney sufragó los gastos para la construcción de una nueva ala para albergar la colección.
La expedición comenzó en septiembre de 1920, y durante su primera etapa, en Tahití, adquirieron la goleta France, de 75 toneladas, en diciembre de 1921.
El biólogo Ernst Mayr, que ya se encontraba en Nueva Guinea recolectando para otra expedición de la American Museum of Natural History, financiadada por Walter Rothschild, se unió a la expedición Whitney en sus últimas etapas en 1929, cuando ya estaba liderada por Hannibal Hamlin, para visitar las islas Salomón. 